# Vermiceddhri
I vermiceddhri sono un tipo di pasta casereccia tipica del Salento, e propriamente dei paesi dell'entroterra otrantino. Viene preparata nel periodo di San Giuseppe per le tradizionali tavole di San Giuseppe. La pasta viene cucinata insieme con cavoli e ceci e ricoperta con una spolverata di pane grattugiato e zucchero.
Un altro piatto tipico salentino sono i vermiceddhri col baccalà. Questa portata è tradizionale nelle giornate di vigilia come il 24 dicembre o 31 dicembre oltre che l'8 dicembre e 11 novembre. Si fa soffriggere il baccalà ( tenuto a bagno per almeno 24 ore) con olio e cipolla e poi si aggiungono i pomodori freschi. Dopo la cottura si toglie il baccalà e nella pentola col sugo (allungato con un po' d'acqua) si fanno cuocere i vermicelli. Alla fine ,scodellata la pasta nei piatti, si aggiunge il baccalà. 